# Rick Raivio
Richard Raivio, detto Rick (Portland, ...), è un ex cestista statunitense.

## Biografia
Padre di Derek e Nik, entrambi cestisti.

## Palmarès
- Campionato belga: 1

Raching Mechelen 1986-87
- Coppa del Belgio: 2

Racing Mechelen: 1986, 1987
- Pro B: 1

Montpellier: 1987-1988